# Bassa California
La Bassa California (in spagnolo Baja California) è uno Stato federato del Messico.

## Geografia
È situato all'estremo nord-ovest del Paese nella parte settentrionale della penisola omonima. Con una superficie di circa 70 000 km², rappresenta il 3,57% dell'intero territorio della federazione messicana. È bagnato a ovest dall'Oceano Pacifico, a est dal mare di Cortés, mentre confina a est con lo Stato di Sonora e a sud con quello della Bassa California del Sud. Confina anche con gli Stati statunitensi di California e Arizona. Il clima varia da mediterraneo ad arido.
Lo Stato conta 3 315 766 abitanti. La sua capitale è Mexicali, mentre Tijuana è la sua città più popolosa, situata alla frontiera con gli Stati Uniti; altre città importanti sono: Ensenada, San Felipe, Playas de Rosarito e Tecate.

## Economia
L'economia della Baja California è fortemente focalizzata sulla produzione orientata all'esportazione senza tariffe doganali (esentasse).
Molti messicani si sono trasferiti in Baja California dagli altri Stati, per una migliore qualità della vita ed il numero di posti di lavoro, più pagati rispetto al resto del Messico ed alla media dell'America Latina.

## Società

### Evoluzione demografica
Abitanti censiti (in migliaia)

### Governo
Il governatore, eletto nel 2019, è Jaime Bonilla Valdez di Morena

### Suddivisioni amministrative
Lo Stato di Bassa California è suddiviso in sei comuni (Municipalidades): Ensenada, Mexicali, Tecate, Tijuana, Playas de Rosarito e San Quintín.
| Codice INEGI | Municipio          | Capoluogo municipale | Data di creazione | Popolazione (2015) | Area (km²) |
| ------------ | ------------------ | -------------------- | ----------------- | ------------------ | ---------- |
| 001          | Ensenada           | Ensenada             |                   | 486 639            | 51 952,3   |
| 002          | Mexicali           | Mexicali             | 1954              | 988 417            | 13 700     |
| 003          | Tecate             | Tecate               |                   | 102 406            | 3 079      |
| 004          | Tijuana            | Tijuana              |                   | 1 641 570          | 879,2      |
| 005          | Playas de Rosarito | Playas de Rosarito   |                   | 96 734             | 513,32     |